# Mikołaj Górecki
Mikołaj Piotr Górecki (ur. 1 lutego 1971 w Katowicach) – polski kompozytor; syn Henryka Mikołaja Góreckiego.

## Życiorys
Edukację muzyczną rozpoczął w wieku sześciu lat ucząc się gry na skrzypcach, a rok później na fortepianie. Do 1990 roku, kształcił się w Państwowym Liceum Muzycznym w Katowicach w klasie fortepianu. W 1995 ukończył z wyróżnieniem studia kompozytorskie w Akademii Muzycznej w Katowicach pod kierunkiem swojego ojca – Henryka Mikołaja Góreckiego. W latach 1996–1997 doskonalił swój warsztat kompozytorski w Banff Centre for Arts and Creativity w Kanadzie.
W 2000 doktoryzował się z kompozycji na Uniwersytecie Indiany w Bloomington w Stanach Zjednoczonych, zaś w latach 2001–2002 wykładał na Uniwersytecie McGill w Montrealu. Obecnie mieszka i pracuje w Stanach Zjednoczonych.
Już jako nastolatek otrzymał w 1988 roku główną nagrodę I Konkursu dla Młodych Kompozytorów w Bielsku-Białej za utwór Preludia na fortepian Z kolei napisana w czasie studiów Sonata na klarnet i fortepian otrzymała trzecią nagrodę na Drugim Forum Młodych Kompozytorów w Krakowie w 1994 roku. Jego utwory były i są wykonywane w kraju i za granicą, m.in. w Lincoln Center for Performing Arts w Nowym Jorku, w salach koncertowych w Montrealu, w Edmonton, w De Ijsbreker Center w Amsterdamie, a także podczas Światowych Dni Muzyki ISCM w Słowenii, Festiwalu Prawykonań w Katowicach, festiwalu Musica Polonica Nova organizowanym przez Narodowe Forum Muzyki. Wykonawcami jego utworów są m.in.: Kaja Danczowska, Jadwiga Kotnowska, Agnieszka Duczmal, Gabriel Chmura, Narodowa Orkiestra Symfoniczna Polskiego Radia w Katowicach, Orkiestra Kameralna „Amadeus”, Brooklyn Philharmonic Orchestra w Nowym Jorku.
W osiemdziesiątą piątą rocznicę urodzin Henryka Mikołaja Góreckiego w 2018 roku ukazał się wydany przez Warner Classics album „Góreccy", na którym znalazły się dwie światowe premiery fonograficzne: Orfeusz i Eurydyka Mikołaja Piotra Góreckiego i Dwa Postludia Tristanowskie i Chorał op. 82 Henryka Mikołaja Góreckiego (zorkiestrowane przez Mikołaja Góreckiego), a także Małe Requiem dla pewnej Polki op. 66 Henryka Mikołaja Góreckiego. Album stanowi zapis koncertu, który odbył się w 2016 roku podczas Tansman Festival z udziałem Sinfonii Varsovii pod dyrekcją Jerzego Maksymiuka i Mikołaja Piotra Góreckiego. W ostatnim utworze partię fortepianu wykonuje Anna Górecka – siostra Mikołaja Piotra Góreckiego.
Po śmierci swojego ojca  w 2010 roku Mikołaj Piotr Górecki ukończył instrumentację niektórych z jego kompozycji, jak np. IV Symfonię „Tansman Epizody”, oratorium Sanctus Adalbertus (2013), Postludia Tristanowskie i Chorał (2014), Kyrie na chór mieszany, perkusję, fortepian i orkiestrę smyczkową (2014).
Utwory Mikołaja Piotra Góreckiego publikowane są przez Polskie Wydawnictwo Muzyczne oraz przez Wydawnictwo EUTERPE.

## Wybrane kompozycje

### Utwory na orkiestrę
- 1990: Cztery utwory na orkiestrę
- 1998: Trzy fragmenty na orkiestrę smyczkową
- 1999: Trzy epizody na orkiestrę op. 12
- 2000:  Arioso na orkiestrę
- 2002: I Symfonia na orkiestrę op.18
- 2003: Orfeusz i Eurydyka na orkiestrę op. 20
- 2006: Anamorfozy na orkiestrę op. 27
- 2006: Zan Tontemiquico na orkiestrę op. 26
- 2008: Sinfonica na orkiestrę
- 2009: Pożegnanie na orkiestrę smyczkową
- 2009: Divertimento na orkiestrę smyczkową op. 32
- 2011: Nokturn na orkiestrę op. 35
- 2012: II Symfonia na orkiestrę
- 2015: Fanfara na orkiestrę op. 44
- 2016: Concerto lirico na dwie orkiestry smyczkowe op. 45
- 2019: Sinfonia concertante na pięć wiolonczel i orkiestrę op. 51

### Utwory na instrumenty solowe i orkiestrę
- 1990: Concertino na fortepian i orkiestrę
- 1998: Capriccio na fortepian i orkiestrę op. 7
- 1999: Trzy intermezza na 2 klarnety i orkiestrę smyczkową (wersja 2)
- 2000: Concerto-Notturno na skrzypce i orkiestrę smyczkową op. 13
- 2004: Koncert na flet i orkiestrę op. 22
- 2008: Concerto grosso na fortepian ćwierćtonowy, 3 zespoły instrumentalne i orkiestrę
- 2014: Arioso e furioso koncert na gitarę, orkiestrę smyczkową i perkusję op. 39
- 2015: Elegia na wiolonczelę i orkiestrę smyczkową op. 40
- 2015: Trio concerto na klarnet, róg, fortepian i orkiestrę smyczkową op. 42
- 2017: II Koncert na flet i orkiestrę op. 47
- 2017: Koncert na klarnet i orkiestrę op. 49
- 2018: Zaćmienie czasu na wiolonczelę i orkiestrę op. 50

### Utwory kameralne
- 1992: Trzy utwory na klarnet i fortepian
- 1994: Sonata na klarnet i fortepian op. 3
- 1996: Toccata na dwa fortepiany op. 2
- 1997: Sześć bagatel na skrzypce, wiolonczelę i fortepian op. 5
- 1998: Sinfonietta na 12 instrumentów i perkusję
- 1999: Trzy intermezza na klarnet i sekstet smyczkowy (wersja 1)
- 1999: In Memoriam (A.Sch., A.B., A.W.) na 6 instrumentów
- 1999: I Sonata na skrzypce i fortepian
- 2000: Uwertura na kwartet smyczkowy op. 16
- 2001: Konstelacje na 15 wykonawców
- 2002: Wariacje na flet i fortepian op. 19
- 2004: II Sonata na skrzypce i fortepian
- 2005: Sonata na dwa fortepiany
- 2006: Dyspersje na kwartet smyczkowy op. 28
- 2007: Kwartet na klarnet, puzon, wiolonczelę i fortepian
- 2009: Pożegnanie na skrzypce i fortepian op. 33b
- 2013: Trio Titanic na klarnet, róg i fortepian
- 2015: Trio na flet altowy, skrzypce i altówkę op. 41
- 2017: Burlesca na flet, klarnet, fagot, waltornię i fortepian op. 48

### Utwory na instrument solowy
- 2004: Transfiguracje na klarnet op.23
- 2010: Sonata na fortepian op. 34
- 2018: Mesto I na gitarę
- 2018: Mesto II na gitarę

### Utwory wokalne
- 2000, Gościu, siądź pod mym liściem na chór mieszany a cappella op. 14
- 2004, Beata es Virgo Maria na 5-głosowy chór żeński

### Utwory wokalno-instrumentalne
- 1991: Appassionato na sopran solo, chór i orkiestrę
- 2000: Gloria na chór mieszany i orkiestrę smyczkową
- 2012: Jasności promieniste. Małe misterium na sopran i orkiestrę smyczkową op. 37
- 2015: Missa na baryton solo, chór mieszany i orkiestrę op. 43
- 2016: Sonata lamentosa na sopran, wiolonczelę i fortepian op. 46